# Воїн Петро Федорович
Петро Федорович Воїн (18 січня 1924 — 26 травня 1987) — учасник німецько-радянської війни, повний кавалер ордена Слави.

## Біографія
Народився 18 січня 1924 року в селі Водяно-Лориному (нині Єланецького району Миколаївської області) в селянській родині. Українець. Працював в промисловій артелі села Бузького у Новоодеському районі.
Учасник німецько-радянської війни з 1944 року. Воював на 3-му Українському і 1-му Білоруському фронтах. Брав участь у відвоюванні України, визволенні Польщі, в боях на території Німеччини.
10 травня 1944 року навідник міномета 117-го гвардійського стрілецького полку (39-а гвардійська стрілецька дивізія, 8-а гвардійська армія, 3-й Український фронт) гвардії червоноармієць Петро Воїн при відбитті контратак в районі міста Одеси, з розрахунком знищив понад десяти солдатів, придушив дві вогневі точки противника. Наказом по 39-й гвардійській стрілецькій дивізії № 060-н від 20 травня 1944 року за мужність і відвагу, проявлені в боях, нагороджений орденом Слави 3-го ступеня (№ 44 545).
1 серпня 1944 року командир мінометного розрахунку 117-го гвардійського стрілецького полку (39-а гвардійська стрілецька дивізія, 8-а гвардійська армія, 1-й Білоруський фронт) гвардії сержант Петро Воїн з підлеглими переправився через річку Віслу на захід від міста Магнушева (Польща). При розширенні плацдарму мінометники знищили до двадцяти гітлерівців і кілька вогневих точок. Наказом по 8-й гвардійській армії № 314-н від 3 жовтня 1944 року за мужність і відвагу, проявлені в боях, нагороджений орденом Слави 2-го ступеня (№ 4 150).
26 січня 1945 року, в боях на підступах до міста Познані (Польща), гвардії старший сержант Петро Воїн, після поранення командира прийняв на себе командування взводом, який знищив близько тридцяти ворожих солдатів і офіцерів, придушив три доти. Був поранений, але продовжував битися. Указом Президії Верховної Ради СРСР від 24 березня 1945 року за зразкове виконання завдань командування в боях з німецько-фашистськими загарбниками гвардії старший сержант Воїн Петро Федорович нагороджений орденом Слави 1-го ступеня (№ 936), ставши повним кавалером ордена Слави.
Після війни продовжував службу в Радянській армії. У березні 1947 року був демобілізований. Жив у селі Бузькому Новоодеського району Миколаївської області. Член КПРС з 1953 року. З 1977 року працював завідувачем гаражем радгоспу «Бузький». Нагороджений орденом Вітчизняної війни 1 ступеня, медалями. Помер 26 травня 1987 року.